# Tomaszów Lubelski
Pour les articles homonymes, voir Tomaszów.
Tomaszów Lubelski (prononciation [tɔˈmaʂuf luˈbɛlskʲi])  est une ville dans la voïvodie de Lublin, dans le powiat de Ryki, située dans l'est de la Pologne.
Elle est le siège administratif (chef-lieu) de la gmina rurale de Tomaszów Lubelski et du powiat de Tomaszów Lubelski.
Tomaszów Lubelski se situe à environ 107 kilomètres au sud-est de Lublin (capitale de la voïvodie).
Sa population s'élevait à 19 983 habitants en 2013 repartie sur une superficie de 13,29 km2.

## Histoire
Le village de Tomaszów Lubelski a été fondé à la fin du XVIe siècle par Jan Zamoyski sous le nom de Jelitkowo. Il est connu par son nom actuel depuis 1613 quand elle a été renommée de prénom du fils de Zamoyski: Tomasz. Il a obtenu sa charte de la ville en 1621.
La zone autour de la ville a vu de sérieux combats en 1914 lors de la Première Guerre mondiale Tout au long de son histoire, la ville avait une importante communauté juive, qui comptait plus de 5000 en 1939 à l'éclatement de la Seconde Guerre mondiale, ce qui représente la moitié de sa population. La ville a été bombardée et s'est retrouvé sous l'occupation allemande après l'invasion de la Pologne en 1939. Au cours de l'Holocauste, les Allemands nazis ont d'abord placé les Juifs dans un ghetto établi dans la ville, puis exterminés en 1942 dans le camp d'extermination de Bełżec situé à quelques kilomètres au sud de la ville.

## Administration
De 1975 à 1998, le village est attaché administrativement à l'ancienne voïvodie de Zamość.

Depuis 1999, il fait partie de la nouvelle voïvodie de Lublin.

## Jumelages
- Kivertsi (Ukraine)
- Zhovkva (Ukraine)

## Démographie
Données du 30 juin 2004:
| Description        | Total  | Total | Femmes | Femmes | Hommes | Hommes |
| ------------------ | ------ | ----- | ------ | ------ | ------ | ------ |
| Unité              | Nombre | %     | Nombre | %      | Nombre | %      |
| Population         | 20 261 | 100   | 10 609 | 52,4   | 965    | 47,6   |
| Densité (hab./km2) | 1520   | 1520  | 795,9  | 795,9  | 724,1  | 724,1  |

## Personnalités notables
- Joanna Pacuła, actrice
- Leon Pinsker, militant sioniste
- Marek Zub, manager de football
- Wojciech Żukowski, membre du Parlement polonais, Droit et Justice